# 高松琴平電気鉄道600形電車
- 名古屋市交通局100形電車 > 高松琴平電気鉄道600形電車
- 名古屋市交通局300形電車 > 高松琴平電気鉄道600形電車
- 名古屋市交通局1000形電車 > 高松琴平電気鉄道600形電車

高松琴平電気鉄道600形電車（たかまつことひらでんきてつどう600がたでんしゃ）、及び700形電車は、高松琴平電気鉄道が保有する通勤形電車である。1998年から2002年にかけて入線した。
注：本項では以下、高松琴平電気鉄道について民事再生法適用以前は「琴電」、それ以降は「ことでん」と省略表記する。

## 車両来歴
琴電の長尾線、志度線は地上施設や線形の都合上大型車の入線ができず、老朽化が進む運用車両の置き換えが遅れていた。一方、名古屋市交通局（名古屋市営地下鉄）の東山線及び名城線は車両の規格が全長15m級と小さく、1980年代後半から車両置き換えによる廃車も発生し始めていた。
車両保守会社である京王重機整備はこの両社に目を付け、琴電に対して改造・導入プランを提示し、2社間での車両移籍が実現した。対象となったのは1969年から1974年にかけて日本車輌製造で製造された、東山線の250形・700形・300形と名城線の1200形・1600形・1700形・1800形・1900形の各形式で、1990年代後半に廃車となった比較的新しい形式である。各形式の詳細については名古屋市営地下鉄時代の記事を参照。
導入に際し、種車によって以下のように形式区分された
- 250形→琴電600形
- 700形・1600形・1700形・1800形・1900形→運転台設置→琴電600形
- 300形・1200形→琴電700形

「600形」は中間車から先頭車に改造された車両が区分された。切妻で運転席が広く取られ、非常口扉が車体中心より正面向かって左にオフセットされる前面形状を持ち、250形は名古屋市営地下鉄時代、700形・1600形・1700形・1800形・1900形は琴電入線時に先頭車化改造が行われた。両者では窓の取り付け方法、乗務員扉形状等に差がある。また、前者は、入線時に運行番号表示窓が塞がれ、貫通扉に渡り板が設置された。後者のうち、1999年入線の603-604、625-626は前面方向幕が京王3000系廃車発生品の側面用方向幕が流用された関係で他車より小さかったが、2000年7月に他車と同じ大きさに改造されている。2両編成12本24両が入線。
一方、「700形」は製造時から先頭車の300形・1200形のみが区分された。これらは3つ折妻形状で、中央に貫通路を持つ。300形は前面方向幕が無かったため、正面向かって左の窓内に京王3000系の廃車発生品の側面方向幕が設置された。1200形は製造時より非常口扉上部に設置されているものが使用される。2両編成2本4両が入線。
編成構成は以下の通り
- 奇数番号車

パンタグラフ、主制御器などの走行関係機器を搭載する。
- 偶数番号車

静止形インバータ(SIV)と空気圧縮機(CP)などの補機類を搭載する。
機能的には種車、琴電形式による大きな差は無い。奇数番号車-偶数番号車の2両で1ユニットを構成し、2両編成で使用される。

## 改造点
入線に際し、上記以外に以下の改造が京王重機整備北野事業所で行われた。
全車非冷房であったが、入線に際して冷房装置が設置された。冷房能力の関係で、初期改造車は京王電鉄廃車発生品の「RPU-2203(8,000kcal/h)」を中央に1機と小田急3100形廃車発生品の「CU193(10,500kcal/h)」を両端に2機、後期改造車（1999年入線の603-604編成および627-628編成以降）は「RPU-2203」を中央に1機と泉北高速鉄道100系廃車発生品の「CU191P(10,500kcal/h)」を両端に2機という、変則的な組み合わせとなっている。
冷房設置に伴い、車内天井は非冷房時代のファンデリア（通風器）からラインデリア（連続した冷房風洞）と吹き出し口に、床下は補助電源が冷房電源供給のため電動発電機(MG)から新品のSIVにそれぞれ交換された。特に元東山線車両の場合、非冷房時代の通風用風洞撤去のために屋根そのものが一部張り替えられた。新設された冷房風洞は屋根上に張り出しており、屋根が2段になっている。
名古屋市営地下鉄は第三軌条方式であったが、琴電は架線集電方式と集電方式が異なるため、パンタグラフが奇数番号車の連結面寄りに設置された。新設されるパンタグラフは、1100形で既に同系のものが使用されている、京王電鉄廃車発生品の「PT-4201S」が選ばれた。これに伴い不要となった台車集電靴は撤去されたが、本体は車高調整のために心皿部分に補助枠が挿入され、ブレーキシューがレジン製から鋳鉄製に交換された程度で継続使用されている。形式は「KH46CS」または「FS354A」で、軸距1,800mmの小振りな台車である。
主電動機は種車の「HS-830Krb」、「HS-830Grb」及び「MB-3092E」を基本に、架線電圧の違い（名古屋市：600V、琴電：1500V）から昇圧改造がなされた。いずれも端子電圧375V時で出力68.75kWであり、1両あたり4機搭載となっている。なお、これは琴電で最も低い部類に入る。
制御器は2両で固定編成となる事から、昇圧改造を期に直並列制御の配線変更が実施され、各車独自制御（1M方式）から奇数番号車による2両一括制御（ユニット方式）へと変更された。各車とも日立製作所製の「MMC-LTB-10C(多段式電動カム軸自動加速)」を搭載する。自動加速車であるものの、在来の旧型手動加速車（HL車）との連結運転を行うために主幹制御器（マスコン）が自動加速車用からHL車用に、ブレーキがSMEE（電磁直通制動）から電磁SME-D（発電制動併用非常管付非セルフラップ式電磁給排弁付三管式直通空気制動）にそれぞれ交換されている。
その他、自然通風式抵抗器の増設と自動放送装置の撤去、窓支持Hゴムを白色から黒色に変更、空気圧縮機が琴電標準の「C-1000」に、ATS等の保安機器類が琴電対応のものにそれぞれ交換されている、
客室は全面的に改装され、壁の化粧板、床材、座席モケット、吊革、蹴込み板等全て交換されて既存の琴電車両と同系統の意匠となった。また、網棚と座席下の電熱式のヒーターが新設されている。
2022年4月16日より、志度線のワンマン運転開始に伴い、志度線用の2両編成を対象に方向幕の交換や車内自動放送の設置が行われた。なお、3両編成での運転時は引き続き車掌が常務するため、増結車はワンマン化改造の対象外としている。

## 歴史
1998年7月より、毎年長尾線と志度線それぞれに1 - 3編成ずつが投入された。両線の線路は繋がっていない事もあり、両形式とも所属路線の明確化のため、長尾線用が番号下2桁01 - の0番台、志度線用が番号下2桁21 - の20番台に区分された。方向幕、両開き扉、WN駆動方式、発電制動、SIV、冷房装置等の要素は長尾・志度線初であり、塗装も白地に黒とエメラルドグリーン帯の新色（そごう色）が採用された。
2000年までに長尾線に600形601 - 612、700形701-702の2両編成7本、志度線に600形621 - 630、700形721-722の2両編成6本が投入された。この時点で志度線用に600形2両編成1本が改造中であったが、琴電がそごうグループの経営破綻を受けて経営危機に陥ったため、改造は中断となり京王重機整備内で保留車となった。
翌2001年より民事再生法に基づく再生計画が始まり、先述の2両の改造が再開された。この時、投入先を昼間の運用は全冷房車化されていた志度線ではなく、非冷房車率が高く冷房車の必要性が高い長尾線に変更し、2002年12月に613-614として竣工した。この2両の塗装は新生ことでんのラインカラー制導入により、長尾線標準色の上半分アイボリー、下半分青緑となった。
その後、既存の600形、700形もラインカラーへの変更が進められ、志度線標準色の上半分アイボリー、下半分赤が登場した他、積極的にラッピング車両が運行されるようになり、現在までにことでんマスコットキャラクター「ことちゃん」が描かれた「ことちゃん遍路号(613-614)」、「ことちゃん源平号(625-626)」、伊藤園「おーい お茶」の黄緑(605-606)(現在は1300形に変更)、サンクスアンドアソシエイツ東四国（サンクス）のオレンジ(629-630)、せとうち夢虫館の「チョウ(601-602)」、「クワガタ(621-622)」、新屋島水族館の赤(623-624)、香川軽自動車協会のピンク(721-722)といった各宣伝色が発生している。なお、広告主・デザインは両線のラインカラーが考慮されている。
2003年、ことでんの完全冷房化のため、長尾線において京浜急行電鉄から購入した大型車に対応するための工事が行われることになった。完工した2006年にはプラットホームが削られて車体との隙間が大きくなったため、長尾線所属車両はドアステップが取り付けられた。
完全冷房化計画では、長尾線への新車投入で600形、700形を志度線に転用し、志度線に残る旧型車を置き換える事とされたため、2006年7月より1200形50番台との交代で600形607 - 610が、続いて2007年に1300形と交代で600形611-612と700形701-702が志度線に転属した。2006年度転用分は増結車（後述）として、2007年度転用分はそのまま2両編成での使用となり、それぞれ番号変更がなされた。
現在、長尾線に600形2両編成2本が、琴平線に600形2両編成2本が、志度線に600形2両編成6本、600形800番台4両、700形2両編成2本の全28両が在籍している。長尾線に1300形2両編成2本が投入されたことにより、600形2両編成2本（603-604、605-606）が琴平線に転属した。琴平線用の車両は琴平線の他の車両が18m級車に対して、15.5m級車であることもあり、主に平日朝ラッシュ時の高松築港 - 仏生山・一宮間の区間列車において2編成を連結した4両編成で運用されている。なお、1編成が検査入場する際はもう1編成と1070形との4両編成で運用される。
なお、2020年頃の一時期は、上記の運用に加えて平日夕方ラッシュ時の高松築港 - 滝宮・琴電琴平間の列車に1080形・1100形・1200形0番台との4両編成でそれぞれ使用されていた。
2025年以降、1010形以来65年振りの自社発注の新型車両によって置き換えが開始される予定。

## 増結用改造

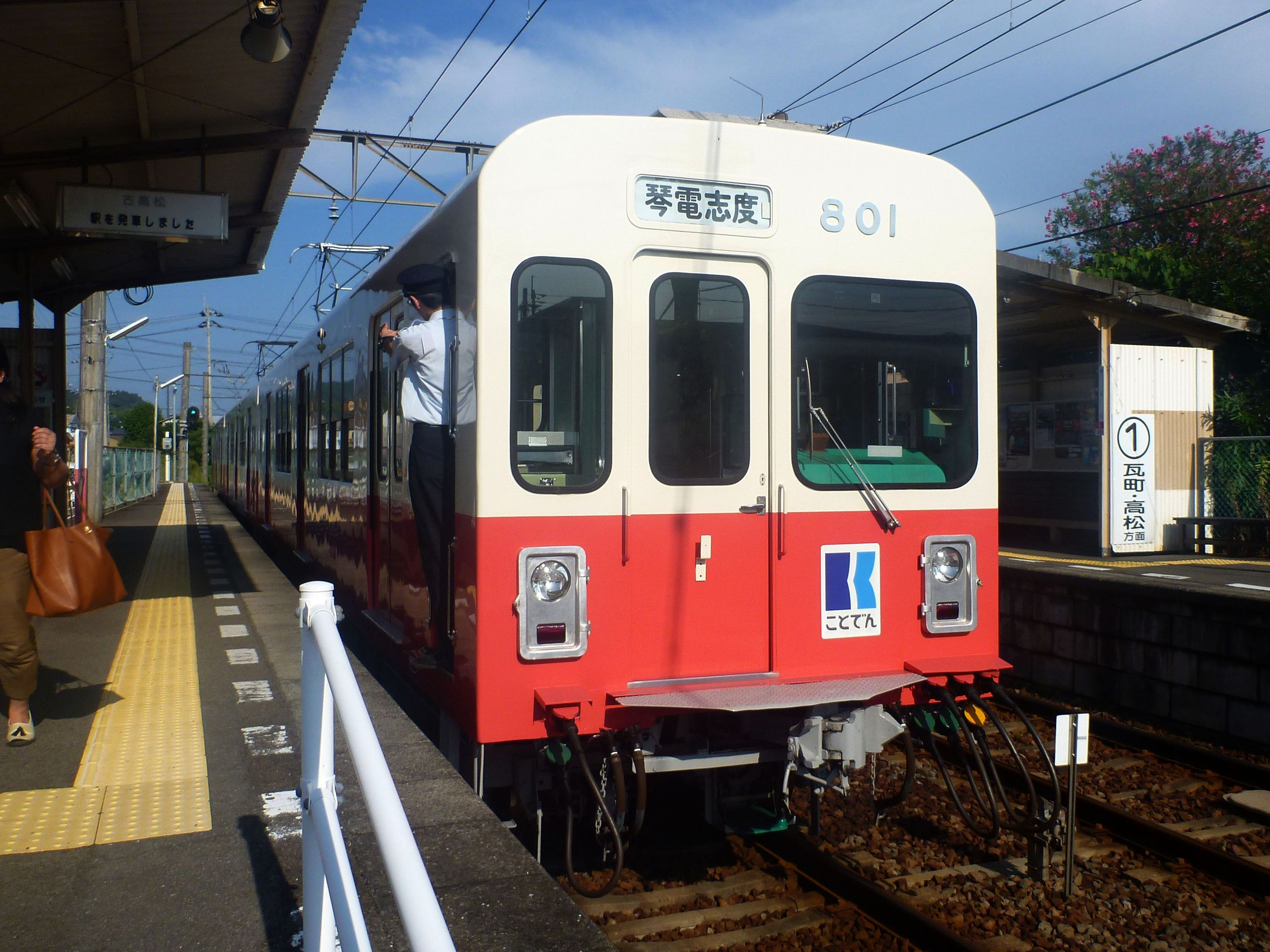
600形801前面

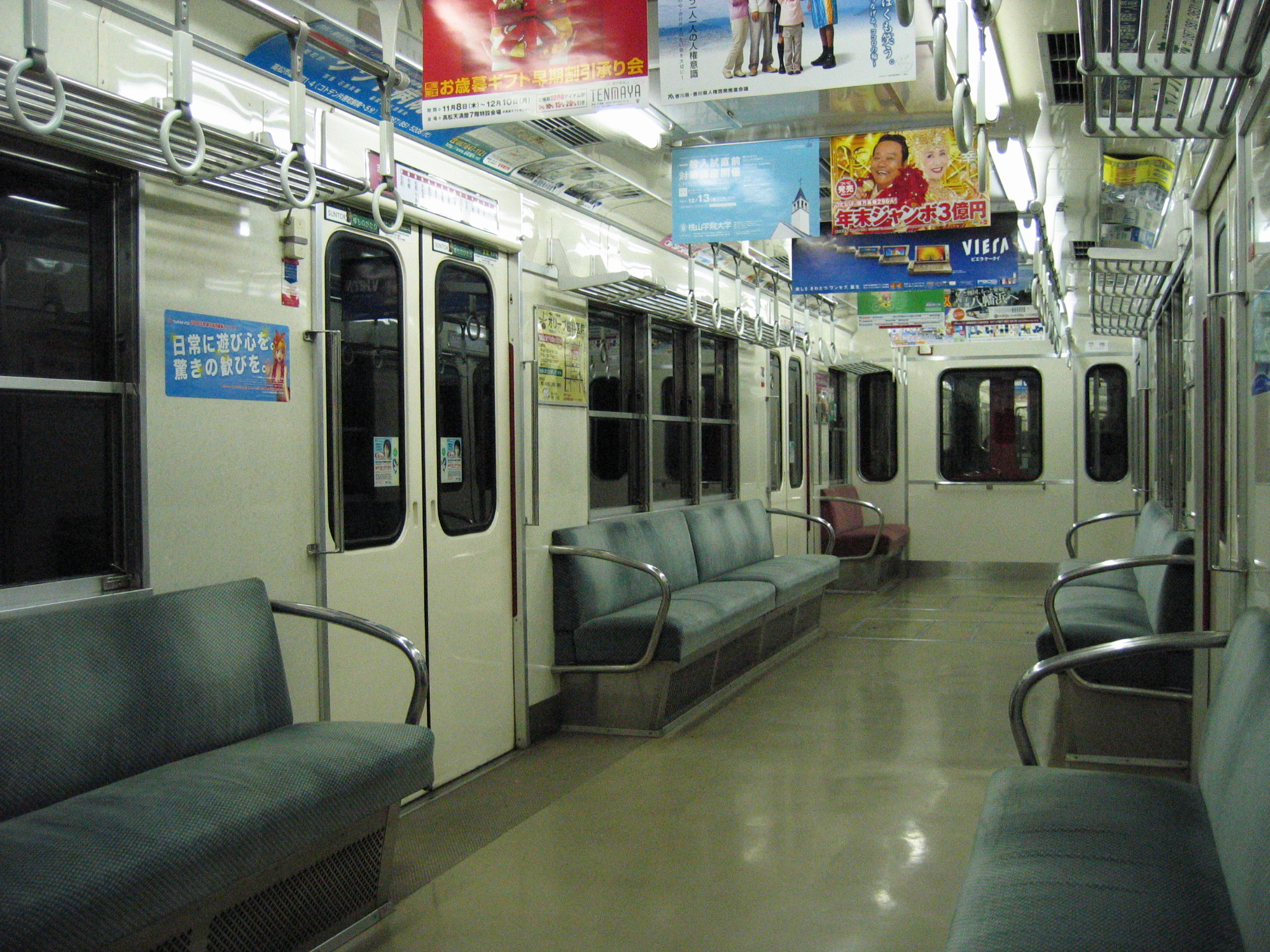
増結車車内

志度線ではラッシュ時に3両編成運用（上の628-627の写真が3両運用時のものである）が行われており、単行（1両編成）の旧型車による増結が行われていた。これの置き換えのため、2006年に長尾線から転用された600形2編成4両が増結車に改造された。
編成は分割され、全車瓦町側向きとなるよう、琴電志度向きだった偶数番号車は方向転換と車両間ジャンパ連結器の位置変更が行われた。増結専用とされたため、主電動機と奇数番号車の制御器は撤去され、逆に自車で冷房電源が賄えるように偶数番号車には集電用パンタグラフが、奇数番号車にはCP、SIVが増設された。これにより、元番号による性能差が無くなっている。同時にブレーキが電磁SME-Dから電磁SCE（非常管併設付随車用電磁弁付三管式直通空気制動）に変更された。
客室では、連結相手の大半が前面扉がオフセット配置される600形で貫通幌の連結ができない事から、妻面貫通路が固定窓によって塞がれた。また、座席撤去の上で車椅子スペースが新設され、志度線初の車椅子スペース付車両となった。
改造後は、元番号順に801 - 804と付番された。番号から一部で「800形」と紹介される事もあるが、正式には「600形800番台」という扱いとなっている。801・802が同年9月、803・804が10月に運用開始した。
前述の通り、2022年4月16日に志度線でワンマン運転を開始したため、増結用車両は平日の朝1往復のみの運用となっている。

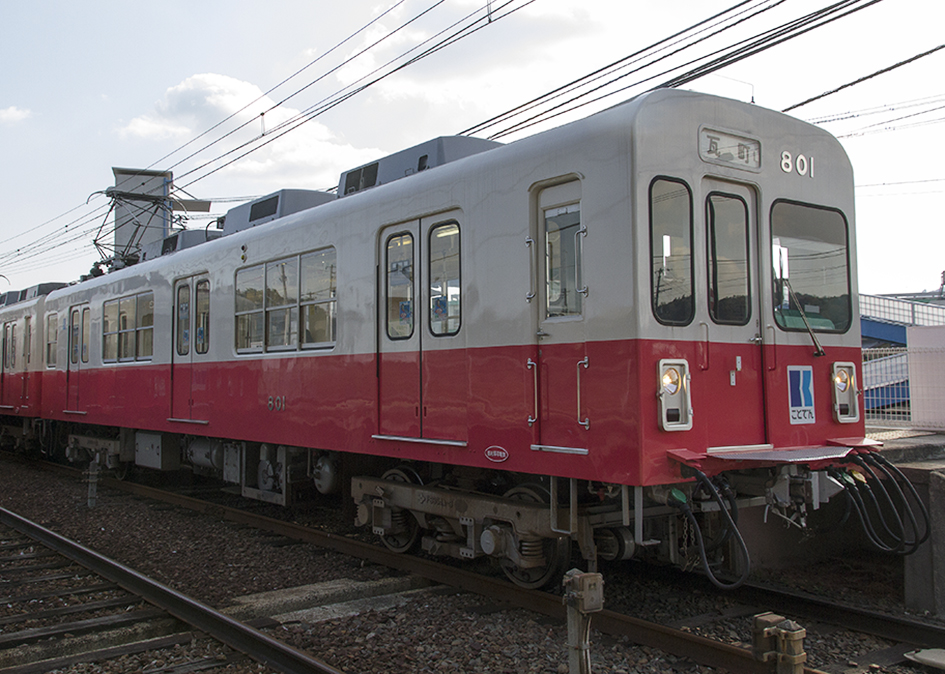
801（CPが見えている）
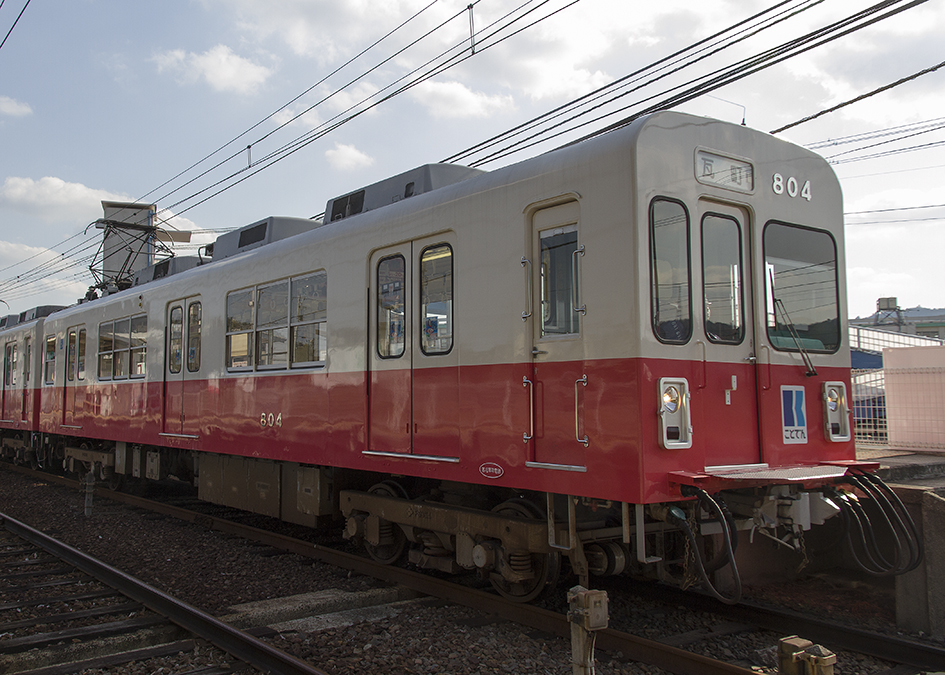
804（CPが見えていない）

## 車歴と現在の編成

### 600形

#### 長尾線
| ことでんでの車番と編成 | ことでんでの車番と編成 | 名古屋市営地下鉄時代 | 名古屋市営地下鉄時代 | 名古屋市営地下鉄時代 | 名古屋市営地下鉄時代 | 製造年     | 琴電/ことでん への入線 |
| ---------------------- | ---------------------- | -------------------- | -------------------- | -------------------- | -------------------- | ---------- | ---------------------- |
| ← 長尾瓦町・高松築港 → | ← 長尾瓦町・高松築港 → | 所属路線             | 車番                 | 車番                 | 編成                 | 製造年     | 琴電/ことでん への入線 |
| 601                    | 602                    | 東山線               | 251（←743）          | 252（←746）          | 251F                 | 1973年12月 | 1998年7月13日          |
| 613                    | 614                    | 名城線               | 1702                 | 1905                 | 1209F                | 1974年2月  | 2002年12月7日          |

#### 志度線
| ことでんでの車番と編成 | ことでんでの車番と編成 | 名古屋市営地下鉄時代 | 名古屋市営地下鉄時代 | 名古屋市営地下鉄時代 | 名古屋市営地下鉄時代 | 製造年                              | 琴電/ことでん への入線 | 備考             |
| ---------------------- | ---------------------- | -------------------- | -------------------- | -------------------- | -------------------- | ----------------------------------- | ---------------------- | ---------------- |
| ← 瓦町琴電志度 →       | ← 瓦町琴電志度 →       | 所属路線             | 車番                 | 車番                 | 編成                 | 製造年                              | 琴電/ことでん への入線 | 備考             |
| 621                    | 622                    | 東山線               | 261（←733）          | 262（←762）          | 261F                 | 1971年11月                          | 1998年7月13日          |                  |
| 623                    | 624                    | 東山線               | 265（←727）          | 266（←760）          | 265F                 | 1971年11月（623） 1973年12月（624） | 1998年11月20日         |                  |
| 625                    | 626                    | 名城線               | 1801                 | 1802                 | 1201F                | 1974年                              | 1999年6月19日          | ことちゃん源平号 |
| 627                    | 628                    | 名城線               | 1803                 | 1804                 | 1203F                | 1974年                              | 1999年11月20日         |                  |
| 629                    | 630                    | 東山線               | 255（←751）          | 256（←754）          | 255F                 | 1971年                              | 2000年7月21日          |                  |
| 631（←長尾線611）      | 632（←長尾線612）      | 名城線               | 1809                 | 1810                 | 1209F                | 1974年2月                           | 2000年11月22日         | 2007年7月転用    |
| 801（←長尾線607）      |                        | 東山線               | 752                  |                      | 255F                 | 1973年                              | 2000年7月23日          | 2006年改造・転用 |
| 802（←長尾線608）      | 753                    | 東山線               |                      |                      | 255F                 | 1973年                              | 2000年7月23日          | 2006年改造・転用 |
| 803（←長尾線609）      | 725                    | 東山線               | 2000年7月24日        |                      | 255F                 | 1973年                              |                        | 2006年改造・転用 |
| 804（←長尾線610）      | 726                    | 東山線               | 2000年7月24日        |                      | 255F                 | 1973年                              |                        | 2006年改造・転用 |

- 1953年 - 1983年に6000形610が存在したため、600形の車両番号のうち「610」は2代目である。
- 当初、611-612は番号変更がなされず、長尾線での番号のまま志度線で運用された。

#### 琴平線
| ことでんでの車番と編成 | ことでんでの車番と編成 | 名古屋市営地下鉄時代 | 名古屋市営地下鉄時代 | 名古屋市営地下鉄時代 | 名古屋市営地下鉄時代 | 製造年                      | 琴電/ことでん への入線 | 備考                   |
| ---------------------- | ---------------------- | -------------------- | -------------------- | -------------------- | -------------------- | --------------------------- | ---------------------- | ---------------------- |
| ← 琴電琴平高松築港 →   | ← 琴電琴平高松築港 →   | 所属路線             | 車番                 | 車番                 | 編成                 | 製造年                      | 琴電/ことでん への入線 | 備考                   |
| 603                    | 604                    | 名城線               | 1615                 | 1901                 | 1201F                | 1971年（603） 1974年（604） | 1999年6月19日          | 2011年までは長尾線所属 |
| 605                    | 606                    | 名城線               | 1902                 | 1617                 | 1203F                | 1971年（605） 1974年（606） | 1999年11月24日         | 2011年までは長尾線所属 |

### 700形（志度線）
| ことでんでの車番と編成 | ことでんでの車番と編成 | 名古屋市営地下鉄時代 | 名古屋市営地下鉄時代 | 名古屋市営地下鉄時代 | 名古屋市営地下鉄時代 | 製造年    | 琴電/ことでん への入線 | 特記事項      |
| ---------------------- | ---------------------- | -------------------- | -------------------- | -------------------- | -------------------- | --------- | ---------------------- | ------------- |
| ← 瓦町琴電志度 →       | ← 瓦町琴電志度 →       | 所属路線             | 車番                 | 車番                 | 編成                 | 製造年    | 琴電/ことでん への入線 | 特記事項      |
| 721                    | 722                    | 名城線               | 1209                 | 1210                 | 1209F                | 1974年2月 | 2000年11月21日         |               |
| 723（←長尾線701）      | 724（←長尾線702）      | 東山線               | 313                  | 314                  | 313F                 | 1969年3月 | 1998年11月21日         | 2007年8月転用 |

## 参考資料
- 岸由一郎「京王重機整備とその仕事」、 鉄道ピクトリアル678号、 電気車研究会、 1999年12月
- 徳田耕一「遠くへ嫁いだ元"マルハチ電車"」、鉄道ピクトリアル673号、電気車研究会、1999年8月
- 鶴通考、沖勝則「地方で対面 車両譲渡の舞台裏」、鉄道ジャーナル409号、鉄道ジャーナル社、2000年11月
- 森貴知「琴電100年のあゆみ」、JTBパブリッシング、2012年2月